# The Greatest of These
The Greatest of These és una pel·lícula muda, basada en una història de Robert McLaughlin, produïda per la Éclair American i protagonitzada per Alec B. Francis i Belle Adair. Es va estrenar el 5 de juliol de 1914.

## Argument
Peter, és un vell sabater que gràcies a la seva amabilitat és molt estimat pels nens del veïnat. La seva filla, Rose, se sent molt afalagada per la visita de Harmon, un artista. Peter, però, s'adona que Harmon no és una bona persona i prohibeix a la seva filla que el vegi. Fascinada, Rose decideix fugar-se amb Harmon. Afectat pel cop, el caràcter del vell sabater s'endureix fins que es converteix en una persona que fa por als més petits.
Passa el temps i Harmon, cansat de Rose, la tracta cruelment. Ella decideix tornar a casa seva. Una de les nenes que antigament s'estimava el sabater cau malalta i la seva mare va a veure Peter a demanar-li que li deixi diners. Tocat pels records d'abans, el sabater decideix anar a veure la nena. Mentrestant, la mare s'ha trobat amb Rose i l'ha portada a casa seva. Pare i filla es troben i s'abracen tendrament.

## Repartiment
- Alec B. Francis (Peter el sabater)
- Belle Adair (Rose)
- Clara Horton (la nena amiga de Peter)
- Stanley Walpole (Harmon)